# Malagasphena
Malagasphena is een geslacht van rechtvleugeligen uit de familie Pyrgomorphidae. De wetenschappelijke naam van dit geslacht is voor het eerst geldig gepubliceerd in 1964 door Kevan, Akbar & Singh.

## Soorten
Het geslacht Malagasphena  is monotypisch en omvat slechts de volgende soort:
- Malagasphena minor (Kevan, Akbar & Singh, 1964)